# سيرجي سميرنوف (مجدف)
سيرجي سميرنوف (بالروسية: Сергей Смирнов)‏ هو مجدف روسي، ولد في 19 يناير 1961.

## وصلات خارجية
- سيرجي سميرنوف على موقع الاتحاد الدولي للتجديف (الإنجليزية)
- سيرجي سميرنوف على موقع اللجنة الأولمبية الدولية (الإنجليزية)
- سيرجي سميرنوف على موقع أوليمبيديا (الإنجليزية)